# Scuola di Santa Maria degli Albanesi
La Scuola di Santa Maria e San Gallo degli Albanesi (Shkolla e Shën Mërisë së Arbërorëvet in lingua albanese) è un edificio della città di Venezia, situato nel sestiere di San Marco al numero 2762 in calle del Piovan. 
È stata una delle scuole di mestiere e di devozione della Serenissima e, in origine, raccoglieva tra i suoi confratelli esclusivamente gli albanesi veneti residenti o di passaggio a Venezia. Tradizionalmente chiamata "scola" poiché non era solo luogo di culto, bensì al contempo luogo di incontro e studio, fu uno dei cuori della vita albanese nella città insieme alla chiesa di rito greco di San Giorgio dei Greci. 
L'edificio è attualmente sede di un'abitazione privata.

## Storia e descrizione
Già nel 1368 il Consiglio dei X aveva concesso la formazione di un gruppo di persone devote albanesi a San Gallo presso la scomparsa chiesa di San Severo; la concessione fu però revocata nello stesso anno. Nell'ottobre 1442 gli albanesi scrissero una mariegola, sempre a San Severo dove ormai si erano insediati da qualche anno. Anche in questo caso intervenne il Consiglio dei X (settembre 1443) che non concesse loro di aver una loro Scuola aggiungendo che la costituzione di questo tipo di confraternite era riservata ai cittadini veneti. Solo nel 1448 il Consiglio concesse agli albanesi di trasferirsi a San Maurizio.
Nel 1491 venne deciso di costruire la Scuola su un terreno della parrocchia assieme ad alcune casette e un «ospedaletto», edifici che vennero terminati nel 1497. Negli stessi anni vennero fatte anche quattro arche per la sepoltura dei confratelli defunti ai Santi Giovanni e Paolo e più tardi ne acquistarono altre due ai Frari.
Verso il 1531-1532 fu rifatta la facciata che com'era sembrava «una botega di qualche vil arte» e un altare in pietra al pianterreno, ancora esistente. Sulla facciata furono aggiunti quattro eleganti rilievi di scuola lombardesca, con la Vergine col Bambino al centro tra quelli di San Gallo e San Maurizio sormontati da un grande rilievo, a ricordo dell'assedio di Scutari, con il sultano Maometto II che ne osserva il castello. Quest'ultimo manufatto allude alle vicende dell'epoca, in cui l'Albania, come tutti i Balcani, era gravemente minacciata dall'avanzata dei Turchi ottomani. La stessa Scutari era infatti caduta nel 1479 e da allora la comunità albanese di Venezia era notevolmente incrementata. 
Nel 1504-1508 la sala principale, l'Albergo, venne decorata con un ciclo di teleri con Storie della Vergine di Vittore Carpaccio, in gran parte frutto di aiuti della bottega dell'artista. 
Nel 1567 il capitolo della Scuola decise, visto il calo degli associati, che fossero ammessi anche gli «italiani d'ogni natione» e che i mandati nelle cariche di Gastaldo e Vicario fossero alternati regolarmente tra albanesi e italiani. Nel 1574 venne deciso, con l'approvazione dei Provveditori de Comun, che le donzelle destinatarie delle grazie (doti assegnate dalla Scuola) fossero un'albanese e un'italiana, e anche che i poveri assistiti fossero due albanesi e un italiano.
Nel 1780 la confraternita albanese fu soppressa e nell'edificio subentrò la Scuola dei Pistori, cioè dei panettieri. Nel 1808 anche questa Scuola, al pari delle altre confraternite veneziane, fu soppressa dalle leggi napoleoniche e il suo corredo artistico e decorativo disperso. Oggi le tele di Carpaccio si trovano sparse tra i musei di Venezia (Galleria Giorgio Franchetti alla Ca' d'Oro), Milano (Pinacoteca di Brera) e Bergamo (Accademia Carrara).